# 普雷韋扎
普雷韋扎（希臘語：Πρέβεζα）是希臘伊庇鲁斯大区普雷韦扎专区的市镇，亦为所属专区的首府。市镇面积为380.5平方公里，2021年人口数量为30,841人。
现今范围的市镇设立于2011年地方政府改革中，由原3个市镇合并而成，原市镇则成为此市镇的3个市区。普雷韦扎市区（即原普雷韦扎市镇）的面积为66.8平方公里，2021年人口数量为22,868人。
第二次世界大戰時期，普雷韋扎和希臘其他地區被意大利（1941年至1943年）和德國（1943年至1944年）佔領。

## 人口数据
| 年份 | 同名社区 | 同名市区 | 整个市镇 |
| ---- | -------- | -------- | -------- |
| 1981 | 13,624   | –        | –        |
| 1991 | 13,341   | 16,886   | –        |
| 2001 | 17,724   | 19,605   | –        |
| 2011 | 20,795   | 22,853   | 31,733   |
| 2021 | 21,099   | 22,868   | 30,841   |

## 外部連結
- 官方网站  （希臘語）